# Vassilis Lakis
Vassilis Lakis (griechisch Βασίλης Λάκης, * 10. September 1976 in Thessaloniki) ist ein ehemaliger griechischer Fußballspieler.

## Karriere
Im Juli 1992 wechselte Lakis aus der U20 von FAS Naousa in die erste Mannschaft. Hier spielte er bis 1996 und wechselte anschließend zu Paniliakos Pyrgos. Nach zwei Spielzeiten verließ er den Verein im Sommer 1998. Danach spielte er von 1998 bis 2004 bei AEK Athen. Mit dem Team wurde er 2000 und 2002 Pokalsieger in Griechenland. 
Von Juli 2004 bis Januar 2005 war er vereinslos. Im Januar 2005 wechselte er schließlich nach England in die Premier League zu Crystal Palace. Aber schon im Juli desselben Jahres kehrte Lakis an seine alte Wirkungsstätte zurück. Somit spielte er nochmals von 2005 bis 2007 bei AEK Athen.
Seine Karriere beendete er nach Stationen bei PAOK Thessaloniki (2007–2009) und AO Kavala (2009–2010) ebenfalls in der Super League in seiner Heimat Griechenland. 

## Nationalmannschaft
Mit der U21 nahm Lakis an der U-21-Fußball-Europameisterschaft 1998 in Rumänien teil. Das Team aus Griechenland konnte hinter Spanien den 2. Platz erringen.
Sein Debüt in der A-Nationalmannschaft gab er am 23. Februar 2000 beim Freundschaftsspiel gegen Österreich. Lakis wurde zur 2. Halbzeit für Dimitrios Mavrogenidis eingewechselt. Zudem konnte er in dieser Partie den Schlusspunkt setzen. Er erzielte beim 4:1-Erfolg den vierten Treffer für Griechenland in der 90. Minute.
Lakis gehörte zum Kader, der die Fußball-Europameisterschaft 2004 in Portugal gewann. Bei dem Turnier kam er zu zwei Einsätzen. Beim Eröffnungsspiel gegen Portugal und im Viertelfinale gegen Frankreich kam er zum Zug. 
Beim FIFA-Konföderationen-Pokal 2005 in Deutschland gehörte es nochmal zum Aufgebot der Griechen. Sein letztes Spiel für die Nationalmannschaft bestritt er am 17. August 2005 beim Freundschaftsspiel gegen Belgien. Das Spiel endete 0:2 für Belgien. 

## Erfolge
- Griechischer Pokalsieger (2 ×): 2000 und 2002.
- U-21-Fußball-Europameisterschaft 1998: Vize-Europameister.
- Europameister: 2004